# Никель, Генрих
Генрих-Георг Никкель (нем. Heinrich-Georg Nickel; 5 декабря 1894, Везель, Рейнланд — 2 января 1979, Линген (Эмс)) — военачальник нацистской Германии, генерал-лейтенант (1.07.1944), командир соединений сухопутных войск.
Кавалер Рыцарского креста Железного креста с Дубовыми листьями.

## Биография
Добровольцем поступил на воинскую службу в прусскую армию в сентябре 1914 года. Участник Первой мировой войны. Сражался в составе 12-й резервной дивизии во Фламандии. Отличился в Битве на Сомме, за что был награждён в июле 1916 году Железный крестом II степени, в августе того же года — Железный крестом I степени. Повышен в звании до лейтенанта.
После демобилизации армии в марте 1919 года перешёл на службу в полицию, где получил звание лейтенанта, позже, гауптмана.
Затем на службе в рейхсвере. С августа 1936 года — майор. С ноября 1938 года — командир 3-го батальона 26-го пехотного полка.
В составе 30-й пехотной дивизии принял участие в Польской кампании вермахта (1939) и Французской кампании (1940). 1 января 1940 года получил чин подполковника.
За проявленную храбрость в бою и успехи в руководстве подразделением 16 июня 1940 года был награждён Рыцарским крестом Железного креста.
В декабре 1940 года назначен командиром 2-го батальона 254-го пехотного полка 110-й пехотной дивизии нацистской Германии.
Участник боёв на советско-германском фронте. Принимал участие в операции «Барбаросса». С сентября 1941 по апрель 1943 года командовал 502-м гренадёрским полком 290-й пехотной дивизии. В октябре 1941 года стал оберстом.
В марте 1943 года был награждён золотым Немецким Крестом.
В апреле 1943 года переведен в резерв. С 25 сентября 1943 года — командир 342-й пехотной дивизии 4-й армия вермахта группы армий «Центр».
1 января 1944 года — генерал-майор.
С 1 июля 1944 года — генерал-лейтенант. 8 августа 1944 года награждён Дубовыми Листьями к Рыцарскому кресту Железного креста.
Участвовал в сражениях в Белоруссии (1944). В январе 1945 года его дивизия была разгромлена. В марте 1945 г. восстановлена, однако в Хальбском котле вновь уничтожена, а остатки дивизии отведены в Трафамюнде.
В мае 1945 года сдался англо-американским войскам. Освобождён в марте 1948 года.